# 金閣寺 (小惑星)
金閣寺（きんかくじ、18553 Kinkakuji）は小惑星帯に位置する小惑星。埼玉県の天文家、佐藤直人が1997年1月に秩父天体観測所で発見した。金閣寺にちなんで命名された。